# Pasternik (Glichów)
Pasternik – część wsi Glichów w Polsce, położona w województwie małopolskim, w powiecie myślenickim, w gminie Wiśniowa.
W latach 1975–1998 Pasternik administracyjnie należał do województwa krakowskiego.